# Sous-région côtière de sud-est Botnie
La sous-région côtière de sud-est Botnie (finnois : Suupohjan rannikkoseutu) est une sous-région de l'Ostrobotnie en Finlande. 
Au niveau 1 (LAU 1 ) des unités administratives locales définies par l'union européenne elle porte le numéro 153.

## Municipalités
La sous-région côtière de sud-est Botnie regroupe les municipalités suivantes :
| Blason                      | Municipalité         |
| --------------------------- | -------------------- |
| Kaskisten vaakuna           | Kaskinen (ville)     |
| Kristiinankaupungin vaakuna | Kristinestad (ville) |
| Närpiön vaakuna             | Närpiö (ville)       |

## Population
Depuis 1980, l'évolution démographique de la sous-région côtière de sud-est Botnie, au périmètre du 1er janvier 2017, est la suivante:
| Année      | 1980   | 1985   | 1990   | 1995   | 2000   | 2005   | 2010   |
| ---------- | ------ | ------ | ------ | ------ | ------ | ------ | ------ |
| population | 21 773 | 21 665 | 21 109 | 20 515 | 19 417 | 18 607 | 18 021 |